# Paisagem de Grand-Pré
A Paisagem de Grand-Pré  é um parque criado a fim de comemorar o Grand Pré, uma região da Nova Scotia, Canadá. É o centro de assentamento dos Acadianos de 1682 a 1755 e sua deportação, que começou em 1755 e continuou até 1762. A cidade original de Grand-Pré estendia-se por quatro quilômetros e hoje em dia engloba Wolfville e Hortonville.

## UNESCO
A UNESCO inscreveu a Paisagem de Grand-Pré como Patrimônio Mundial por "ser uma paisagem que testemunha o desenvolvimento da agricultura familiar usando diques e o sistema de madeira aboiteau, que começou com os Acadianos no Século XVII e depois desenvolveu-se e foi mantido pelos fazendeiros e habitantes da região até os dias de hoje"